# Bazooka
 For alternative betydninger, se Bazooka (flertydig). (Se også artikler, som begynder med Bazooka)
En bazooka er et raketstyr til affyring af raketter mod kampvogne. Opkaldt efter et blæseinstrument. 
"Bazooka" navnet på en bestemt model, som blev fremstillet og taget i brug i 1942 til anvendelse mod, blandt andet, de tyske Tiger kampvogne i midten af 2. verdenskrig.
Navnet anvendes ofte af civile for alle dysekanoner.